# 斯皮诺索
斯皮诺索（義大利語：Spinoso），是意大利波坦察省的一个市镇。总面积37.8平方公里，人口1617人，人口密度42.8人/平方公里（2009年）。ISTAT代码为076086。